# 贝格多夫区
贝格多夫区（德語：Bergedorf）是德国汉堡市的一个区，位于汉堡东南部。总面积154.8平方公里，总人口12 2815（2013年12月31日）。